# Lista lokomotyw elektrycznych eksploatowanych w Polsce
Lista lokomotyw elektrycznych przeznaczonych do ruchu towarowego i pasażerskiego eksploatowanych w Polsce w ruchu planowym.

## Lokomotywy elektryczne normalnotorowe

### Eksploatowane
| Seria            | Układ osi     | Producent                    | Lata budowy              | Liczba  | Zdjęcie | Użytkownicy                                                                                               |
| ---------------- | ------------- | ---------------------------- | ------------------------ | ------- | ------- | --- |
| EL2              | Bo’Bo’        | LEW Hennigsdorf              | 1952–1988                | 62      |         | PAK KWB Konin                                                                                             |
| EP05             | Bo’Bo’        | ZNTKiM Gdańsk                | 1973–1977                | 27      |         | PKP Intercity                                                                                             |
| EU07             | Bo’Bo’        | Pafawag HCP ZNTK             | 1964–1974 1983–1992 1994 | 490     |         | PKP Intercity PKP Cargo Wiskol Ecco Rail Prywatni przewoźnicy                                             |
| EP07 EP07P       | Bo’Bo’        | ZNTK                         | 1995–2008 2012           | 170     |         | PKP Intercity Polregio                                                                                    |
| EU07A            | Bo’Bo’        | ZNTK                         | 2011–2014                | 3       |         | PKP Intercity                                                                                             |
| EP08             | Bo’Bo’        | Pafawag                      | 1972–1976                | 15      |         | PKP Intercity                                                                                             |
| EP09             | Bo’Bo’        | Pafawag                      | 1986–1997                | 47      |         | PKP Intercity                                                                                             |
| 130 ET11         | Bo’Bo’        | Škoda                        | 1977                     | 7       |         | CD Cargo Poland: 3                                                                                        |
| 140 ET13         | Bo’Bo’        | Škoda                        | 1957–1958                | 8       |         | Rail Polska: 2                                                                                            |
| ET21             | Co’Co’        | Pafawag                      | 1957–1971                | 726     |         | CTL Logistics Dolnośląskie Linie Autobusowe prywatni przewoźnicy                                          |
| ET22             | Co’Co’        | Pafawag                      | 1969–1989                | 1195    |         | PKP Cargo CTL Logistics Rail Polska prywatni przewoźnicy                                                  |
| ČD 181 ET23      | Co’Co’        | Škoda                        | 1961–1962                | 51      |         | |
| E6ACT EC6ACTd    | Co’Co’        | Newag Gliwice                | 2009–2016                | 15      |         | Industrial Division Lotos Kolej Freightliner PL prywatni przewoźnicy                                      |
| ET25             | Co’Co’        | Newag                        | Od 2018                  | 16      |         | CD Cargo Poland PKP Cargo Lotos Kolej Bartex Plus Industrial Division prywatni przewoźnicy                |
| ET26             | Co’Co’        | Newag                        | Od 2019                  | 9       |         | PKP Cargo ZPK Szumowo                                                                                     |
| E6ACTab E6ACTadb | Co’Co’        | Newag                        | Od 2018                  | 13      |         | Lotos Kolej: 6 Laude Smart International: 4 Cemet: 1 Bartex Plus: 1 Rail Polonia: 1 Rail Capital Partners |
| ET40             | Bo’Bo’+Bo’Bo’ | Škoda                        | 1975–1978                | 60      |         | Industrial Division: 5                                                                                    |
| ET41             | Bo’Bo'+Bo’Bo’ | HCP                          | 1977–1983                | 200     |         | PKP Cargo                                                                                                 |
| ET42             | Bo’Bo'+Bo’Bo’ | NEWZ                         | 1978–1982                | 50      |         | PKP Cargo                                                                                                 |
| ET43             | Co’Co’        | Newag                        | od 2019                  | 12 z 24 |         | PKP Cargo                                                                                                 |
| 207E             | Co’Co’        | ZTK Rail Polska – Włosienica | od 2017                  | 4       |         | Rail Polska                                                                                               |
| E186 EU43        | Bo’Bo’        | Bombardier Alstom            | od 2006                  | 61      |         | Lotos Kolej Orlen KolTrans Industrial Division prywatni przewoźnicy                                       |
| EU44             | Bo’Bo’        | Siemens                      | 2008–2010                | 10      |         | PKP Intercity                                                                                             |
| EU45             | Bo’Bo’        | Siemens                      | 2003–2012                | 20      |         | Ecco Rail LTG Cargo Polska Eurasian Railway Carrier: 2 LTE Polska: 1 PKP Cargo: 1                         |
| EU46             | Bo’Bo’        | Siemens                      | od 2010                  | 44      |         | PKP Cargo DB Cargo Polska Industrial Division Laude Smart Intermodal prywatni przewoźnicy                 |
| EU47             | Bo’Bo’        | Bombardier                   | 2011                     | 11      |         | Koleje Mazowieckie                                                                                        |
| E483             | Bo’Bo’        | Bombardier                   | 2011–2016                | 15      |         | Pol-Miedź Trans Orlen KolTrans CIECH Cargo Captrain Polska prywatni przewoźnicy                           |
| 594              | Bo’Bo’        | Bombardier Alstom            | od 2019                  | 17      |         | Orlen KolTrans Lotos Kolej CIECH Cargo Industrial Division CD Cargo Poland prywatni przewoźnicy           |
| E4MSU            | Bo’Bo’        | Newag Gliwice                | 2012                     | 1       |         | prywatni przewoźnicy                                                                                      |
| E4DCU EU160      | Bo’Bo’        | Newag                        | od 2017                  | 53      |         | PKP Intercity Orlen KolTrans Lotos Kolej                                                                  |
| EU200            | Bo’Bo’        | Newag                        | od 2023                  | 13 z 78 |         | PKP Intercity                                                                                             |
| 111Eb            | Bo’Bo’        | Pesa                         | 2014–2016                | 4       |         | Koleje Mazowieckie Industrial Division prywatni przewoźnicy                                               |
| 111Ed            | Bo’Bo’        | Pesa                         | od 2012                  | 100     |         | Rail Capital Partners Pol-Miedź Trans prywatni przewoźnicy                                                |
| ČD 163           | Bo’Bo’        | Škoda                        | 1984–1992                | 16      |         | CD Cargo Poland: 13                                                                                       |
| ČD 182 ET182     | Co’Co’        | Škoda                        | 1963–1965                | 65      |         | CTL Logistics Lotos Kolej prywatni przewoźnicy                                                            |
| ČD 183           | Co’Co’        | Škoda                        | 1971                     | 24      |         | Inter Cargo Ecco Rail                                                                                     |

### Zdalnie sterowane
| Seria              | Układ osi | Producent       | Lata budowy | Liczba | Zdjęcie | Użytkownicy |
| ------------------ | --------- | --------------- | ----------- | ------ | ------- | ----------- |
| Zapychacz UFO 8837 | Bo’Bo’    | REMB Sp. z.o.o. | 2002        | 1      |         | PUK Kolprem |

### Wycofane z eksploatacji
| Seria                | Układ osi     | Producent                       | Lata budowy | Liczba | Zakończenie eksploatacji | Zdjęcie | Użytkownicy                        |
| -------------------- | ------------- | ------------------------------- | ----------- | ------ | ------------------------ | ------- | ---------------------------------- |
| EL.100 E100 E01 EP01 | Bo’Bo’        | Metropolitan-Vickers Fablok     | 1934–1936   | 6      | 1964                     |         | PKP                                |
| EL.200 E200          | Bo’Bo’        | H. Cegielski – Poznań           | 1937        | 4      | 1944                     |         | PKP                                |
| E110 E02 EP02        | Bo’Bo’        | Pafawag                         | 1953–1957   | 8      | 1971                     |         | PKP                                |
| E150 E03 EP03        | Bo’Bo’        | ASEA                            | 1951        | 8      | 1974                     |         | PKP                                |
| EU04                 | Bo’Bo’        | LEW Hennigsdorf                 | 1954–1955   | 25     | 1983                     |         | PKP                                |
| EU05                 | Bo’Bo’        | Škoda                           | 1961        | 30     | 1977                     |         | PKP                                |
| ET05                 | Bo’Bo’        | Škoda                           | 1960        | 12     | 2014                     |         | CTL Logistics Prywatni przewoźnicy |
| EU06                 | Bo’Bo’        | Vulcan Foundry English Electric | 1962–1964   | 20     | 2013                     |         | PKP PKP Cargo                      |
| EM10                 | Bo’Bo’        | HCP                             | 1990–1991   | 4      | 2009                     |         | PKP PKP Cargo                      |
| EU20                 | Co’Co’        | LEW Hennigsdorf                 | 1955–1957   | 34     | 1982                     |         | PKP                                |
| EP23                 | Co’Co’        | Pafawag                         | 1973        | 1      | 1979                     |         | PKP                                |
| EP40                 | Bo’Bo’+Bo’Bo’ | ZNTK Gdańsk                     | 1990        | 1      | 1993                     |         | PKP                                |
| E400 EU40            | Bo            | AEG                             | 1913        | 1      | 1959                     |         | PKP                                |
| 2E                   | Co’Co’        | Pafawag                         | 1953–1956   | 9      | 1980                     |         | Kolej piaskowa                     |
| Baureihe 1822        | Bo’Bo’        | SGP                             | 1992–1996   | 2      | 2012                     |         | PTKiGK Rybnik                      |
| 30E1                 | Bo’Bo’        | Škoda                           | 1959        | 2      | 2019                     |         | STK                                |

### Nieeksploatowana seria
| Seria | Układ osi | Producent       | Lata budowy | Liczba | Zakończenie eksploatacji | Zdjęcie | Użytkownicy |
| ----- | --------- | --------------- | ----------- | ------ | ------------------------ | ------- | ----------- |
| EU11  | Bo’Bo’    | Adtranz Pafawag | 1999–2004   | 42     | 2002                     |         | PKP         |
| EU43  | Bo’Bo’    | Adtranz Pafawag | 1997–2003   | 8      | 2002                     |         | PKP         |

## Lokomotywy elektryczne wąskotorowe
| Typ  | Układ osi | Producent | Lata budowy | Liczba | Lata eksploatacji | Sposób zasilania                                       | Rozstaw toru | Zdjęcie |
| ---- | --------- | --------- | ----------- | ------ | ----------------- | ------------------------------------------------------ | ------------ | ------- |
| EL3  | Bo'Bo'    | LEW       | 1951–1978   | 53     | 1951–1981         | Sieć napowietrzna – pantograf nożycowy typu kolejowego | 900 mm       |         |
| Bo12 | B         | Siemens   | 1896        | 1      | 1896–1992         | Sieć napowietrzna – pantograf nożycowy                 | 785 mm       |         |